# PP-2000
A PP-2000 (em russo:  ПП-2000) é uma submetralhadora fabricada pela KBP Instrument Design Bureau. Foi exibida publicamente pela primeira vez na exposição Interpolytech-2004 em Moscou, embora sua patente tenha sido registrada em 2001 e emitida em 2003.

## Visão geral
A PP-2000 é uma arma operada por blowback e pesa 1,5 kg vazia. A PP-2000 foi concebida como uma arma de combate a curtas distâncias, destinada à tropas de choque e forças de operações especiais. Em 2008, foi adotada como uma das duas submetralhadoras padrões da polícia russa (junto com a PP-19-01 Vityaz).

## Projeto
Possui câmara para o cartucho 9×19mm Parabellum e foi projetada especificamente para utilizar as novas versões perfurantes +P+ russas do cartucho, 9×19mm 7N21 e 7N31 (cirílico: 7Н21 and 7Н31). O objetivo é fornecer à PP-2000 capacidade de perfuração comparável às armas de defesa pessoal FN P90 e Heckler & Koch MP7, além de poder usar cartuchos 9 mm comuns.
Uma característica incomum é a capacidade de armazenar um carregador de 44 tiros sobressalente na parte traseira da arma, onde também funciona como coronha. Uma coronha dobrável de arame também está disponível. Outra característica incomum é que a alavanca de manejo desta arma está localizada diretamente atrás da massa de mira e se dobra quando não está em uso. Uma alavanca de manejo dobrável semelhante pode ser vista no Heckler & Koch G36.

## Operadores

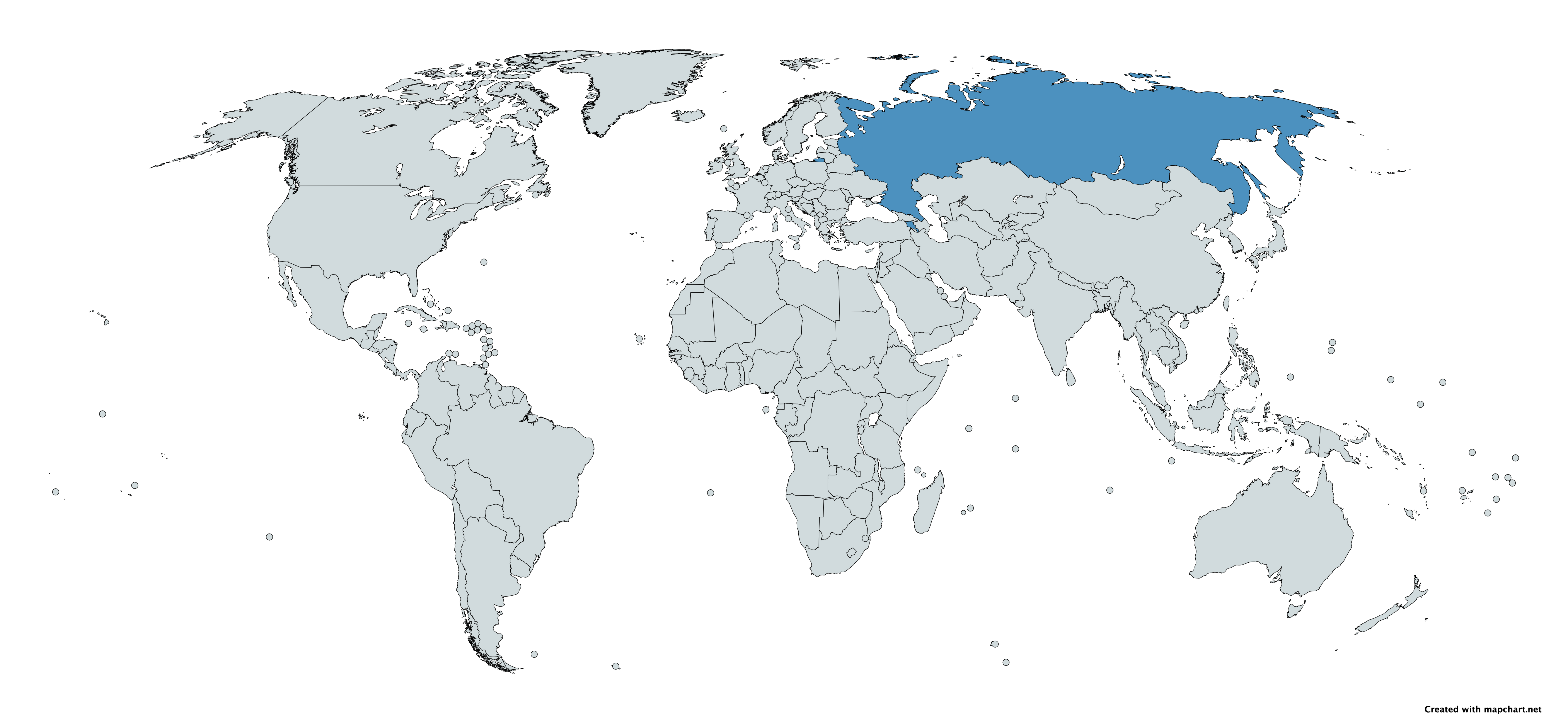
Mapa com operadores da PP-2000 em azul

- Armênia: Serviço de Segurança Nacional.
- Rússia: Ministério do Interior[4][7][8][9] e unidades de forças de segurança.[10]